# أنطون الصقال
أنطون ميخائيل الصَّقّال (3 مارس 1824 - 8 ديسمبر 1885) شاعر وكاتب سوري في القرن التاسع عشر. ولد في حلب وتعلّم فيها علومه الأولى، ثم انتقل إلى لبنان، فدرس في مدرسة عين ورقة، ثم درس في مالطا فأتقن إلى جانب العربية، التركية والسريانية والإنكليزيّة. برع في عدد من الفنون العصرية والعلوم والموسيقى. كان الترجمان الأول لقائد الحملة الإنكليزية التي ناصرت الدولة العثمانية في حربها ضد الروس والمعروفة بحرب القرم. له شعر وروايات ويعد من أوائل كتّاب القصّة في سوريا. توفي في حلب. 

## سيرته
ولد أنطون ميخائيل الصقال في مدينة حلب في 3 مارس 1824 في أسرة كاثوليكية ونشأ بها. تلقى دروسه في مدرسة عين ورقة وهي مدرسة وطنية للطائفة المارونية في لبنان، فأتقن فيها العربية والسريانية، ثم درس التركية، والإنجليزية.

برع في عدد من الفنون العصرية والعلوم والموسيقى كان له اهتمام بالعلوم الطبيعية والرياضيات، إلى جانب شغفه بالشعر والأدب. 

اشتغل في جزيرة مالطة مصححاً للكتب العربية في مطبعتها التي أسسها المرسلون الأمريكيون فيها عام 1822، كما كان يدرّس اللغة العربية في إحدى مدارسها، وعندما نشبت حرب القرم بين روسيا والخلافة العثمانية عام 1854 عُيِّن مترجماً لقائد الجيوش الإنجليزية التي ناصرت الأتراك في هذه الحرب. وبعد انتهائها عاد إلى حلب. 

توفي في حلب في 8 ديسمبر 1885.

## شعره
ذكره عبد العزيز البابطين في معجمه وقال «كان شعره يتحرك في إطار ما جرى عليه شعراء عصره، من حيث موضوع القصيدة، ونسقها، ولهذا يمكن وصفه - إجمالاً - بأنه شعر أقرب إلى التكلف، تغلب عليه الصنعة البديعية واللفظية.» 

## مؤلفاته
- الأسهم النّاريّة، قصة
- الموسيقى

وله ديوان شعر مخطوط، أكثره في الحكم، نشر ابنه ميخائيل شيئاً منه في سياق رواية فلسفية بعنوان لطائف السمر في سكان الزهرة والقمر. وله رواية نحا فيها منحى حكايات ألف ليلة وليلة، وهي غراميّة أخلاقيّة عن أحد ملوك الصين. يذكر أن له كتاباً سجل فيه كثيراً من الأغاني والقدود العربية والتركية مقرونة بالرموز الموسيقية، النوتة. وله أناشيد باللغة التركية.